# Merki

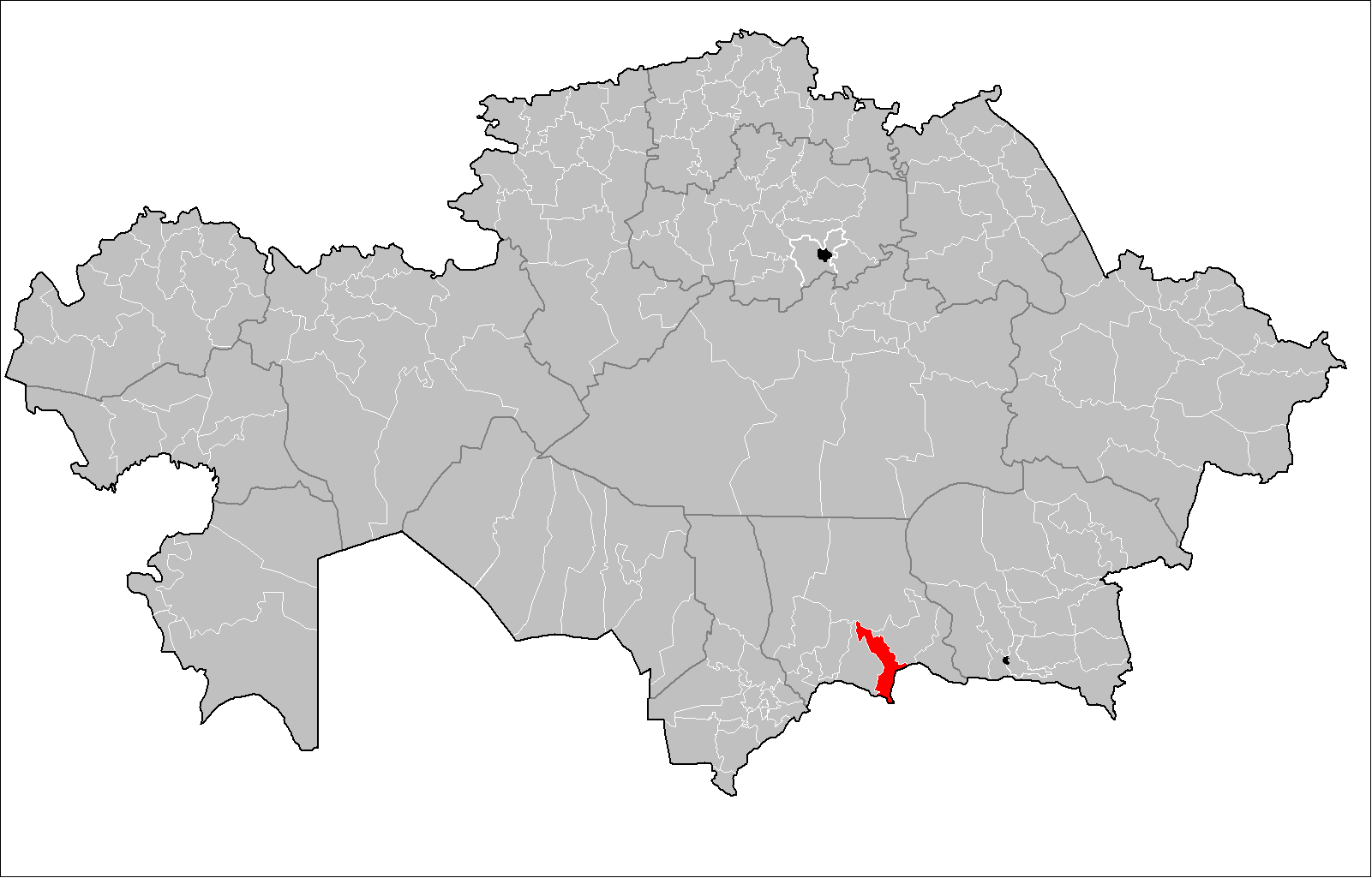
Ubicación del distrito en mapa nacional

Merki (en kazajo Меркі ауданы) es uno de los 10 distritos en los que se divide la provincia de Jambyl, Kazajistán.

## Población
Según el censo de 1999, tenía 73 698 habitantes. En el censo de 2009 se registraron 76 753 habitantes.